# Lyonsiella magnifica
Lyonsiella magnifica is een tweekleppigensoort uit de familie van de Lyonsiellidae. De wetenschappelijke naam van de soort is voor het eerst geldig gepubliceerd in 1913 door Dall.